# SlimCleaner
SlimCleaner est un logiciel de maintenance et d'optimisation du PC développé pour le système d'exploitation Windows par l'éditeur de logiciels SlimWare Utilities basé à D'Iberville près de Biloxi, dans l'état du Mississippi aux États-Unis.
Comparable à CCleaner, il s'en distingue cependant par une approche innovante basée sur les avis émis par ses utilisateurs (« community ratings »).  Il se définit comme un outil de maintenance PC "community-powered".

## Types de licence
SlimCleaner existe sous deux formes : 
- SlimCleaner Free qui est un gratuiciel (freeware) qui ne possède aucune restriction de licence[2] ;
- SlimCleaner Plus qui est payant.

## Distinctions
- PCMag : Editor's choice et titre de meilleur produit de l'année 2012 (titre partagé avec 98 autres produits)[2],[4]
- CNET : CNET Editors' Rating de 5 étoiles (« spectacular ») [5]